# Declaração Universal dos Direitos Humanos
A Declaração Universal dos Direitos Humanos (DUDH) é um documento base não jurídico que delineia a proteção universal dos direitos humanos básicos, adotada pela Organização das Nações Unidas em 10 de dezembro de 1948, elaborado principalmente pelo jurista canadense John Peters Humphrey, contando com a ajuda de vários representantes de origens jurídicas e culturais de todas as regiões do planeta.
Abalados pela recente barbárie da Segunda Guerra Mundial, e com o intuito de construir um mundo sob novos alicerces ideológicos, os dirigentes das nações que emergiram como potências no período pós-guerra, liderados por Estados Unidos e União Soviética, estabeleceram, na Conferência de Yalta, na Rússia, em 1945, as bases de uma futura paz mundial, definindo áreas de influência das potências e acertando a criação de uma organização multilateral que promovesse negociações sobre conflitos internacionais, para evitar guerras e promover a paz e a democracia, e fortalecer os Direitos Humanos.
Embora não seja um documento com obrigatoriedade legal, serviu como base para os dois tratados sobre direitos humanos da ONU de força legal: o Pacto Internacional dos Direitos Civis e Políticos e o Pacto Internacional sobre os Direitos Econômicos, Sociais e Culturais, além de inspirar os artigos de constituições de democracias recentes. Continua a ser amplamente citado por acadêmicos, advogados e cortes constitucionais. Especialistas em direito internacional discutem, com frequência, quais de seus artigos representam o direito internacional usual.
Segundo o Guinness Book of World Records, a Declaração Universal dos Direitos Humanos é o documento traduzido no maior número de línguas. Em setembro de 2018, o site oficial da Declaração Universal dos Direitos Humanos informou a existência de 525 traduções disponíveis.

## História
As ideias e valores dos direitos humanos podem ser traçadas através da história antiga e das crenças religiosas e culturais ao redor do mundo. O primeiro registro de uma declaração dos direitos humanos foi o cilindro de Ciro, escrito por Ciro, o grande, rei da Pérsia, por volta de 539 a.C.

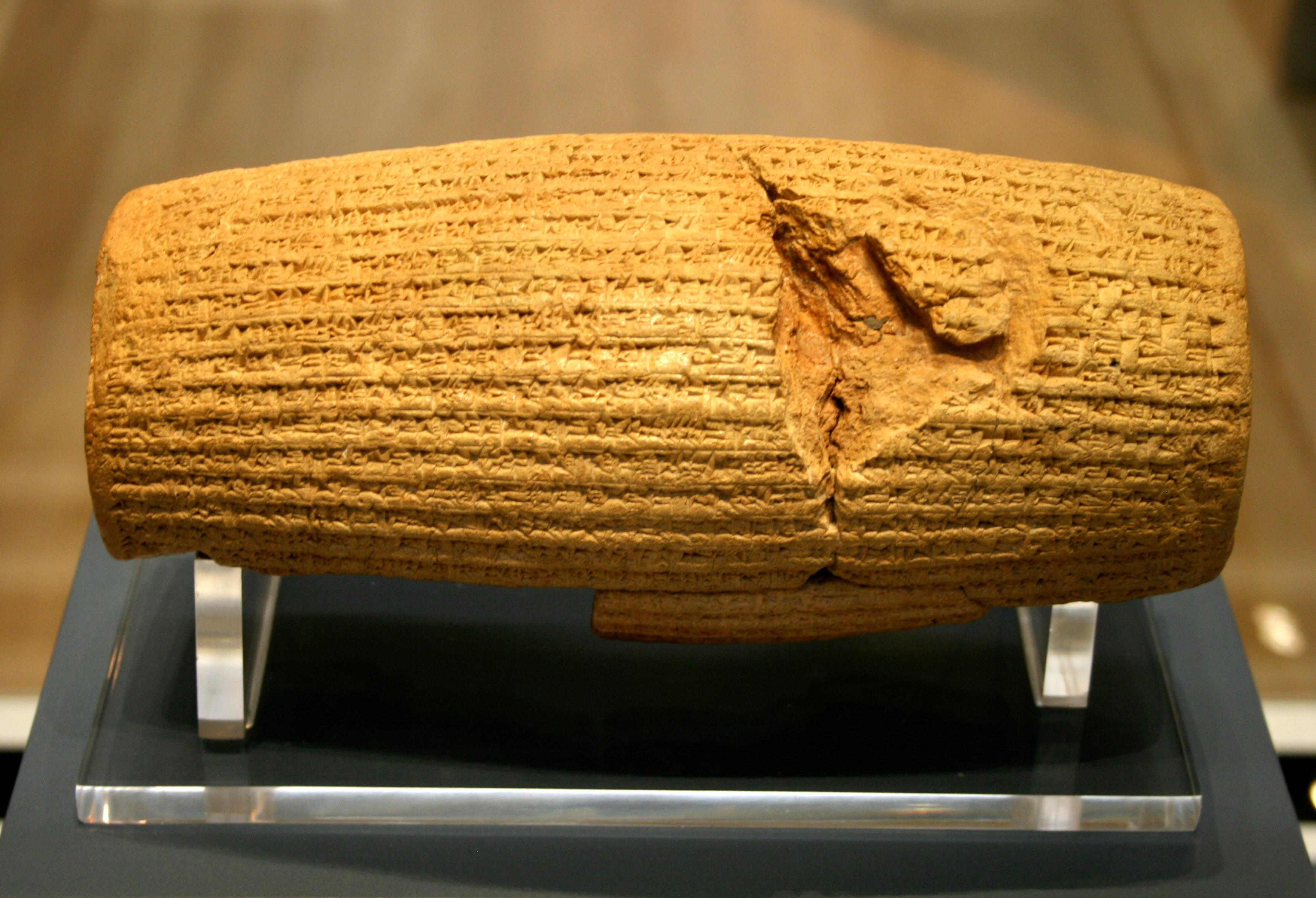
O Cilindro de Ciro é considerado a primeira declaração dos direitos humanos registrada na história.

Durante a Segunda Guerra Mundial, os aliados adotaram as Quatro Liberdades: liberdade da palavra e da livre expressão, liberdade de religião, liberdade por necessidades e liberdade de viver livre do medo. A Carta das Nações Unidas reafirmou a fé nos direitos humanos, na dignidade e nos valores humanos das pessoas e convocou a todos seus estados-membros a promover respeito universal e observância dos direitos humanos e liberdades fundamentais para todos, sem distinção de raça, sexo, língua ou religião.
Quando as atrocidades cometidas pela Alemanha nazista se tornaram conhecidas depois da Segunda Guerra, o consenso entre a comunidade mundial era de que a Carta das Nações Unidas não tinha definido suficientemente os direitos a que se referia. Uma declaração universal que especificasse os direitos individuais era necessária para dar efeito aos direitos humanos.
O canadense John Peters Humphrey foi chamado pelo secretário-geral da Nações Unidas para trabalhar no projeto da declaração. Naquela época, Humphrey havia sido recém-indicado como diretor da divisão de direitos humanos dentro do secretariado das Nações Unidas. A comissão dos direitos humanos, um braço das Nações Unidas, foi constituída para empreender o trabalho de preparar o que era inicialmente concebido como Carta de Direitos. Membros de vários países foram designados para representar a comunidade global: Austrália, Bélgica, República Socialista Soviética da Bielorrússia, Chile, China, Cuba, Egito, França, Índia, Irã, Líbano, Panamá, Filipinas, Reino Unido, Estados Unidos, União das Repúblicas Socialistas Soviéticas, Uruguai e Iugoslávia. Membros conhecidos incluíam Eleanor Roosevelt dos Estados Unidos (esposa de Franklin D. Roosevelt), Jacques Maritain e René Cassin da França, Charles Malik do Líbano e P. C. Chang da China, entre outros. .

## Efeitos
Embora não formulada como tratado, a Declaração Universal dos Direitos Humanos foi expressamente elaborada para definir o significado das expressões "liberdades fundamentais" e "direitos humanos", constantes na Carta das Nações Unidas, obrigatória para todos estados-membros. Por este motivo, a DUDH é documento constitutivo das Nações Unidas. Também, muitos advogados internacionais tomam a DUDH como parte da norma consuetudinária internacional, constituindo-se numa poderosa ferramenta de pressão diplomática e moral sobre governos que violam qualquer de seus artigos. Seus princípios estão detalhados em tratados internacionais tais como Convenção Internacional sobre a Eliminação de todas as Formas de Discriminação Racial, Convenção Sobre a Eliminação de Todas as Formas de Discriminação Contra a Mulher, Convenção Internacional sobre os Direitos da Criança, Convenção contra a Tortura e Outros Tratamentos ou Penas Cruéis, Desumanos ou Degradantes, entre muitos outros. A Declaração Universal dos Direitos Humanos é amplamente citada por governantes, acadêmicos, advogados e cortes constitucionais, bem como por indivíduos que apelam a seus princípios para proteger seus direitos.